# Groupe Saur
Saur (Société d’aménagement urbain et rural) est un groupe français du secteur de l’eau. Son activité principale est la gestion déléguée de services pour les collectivités locales. Il est aussi actif sur le marché de l'ingénierie et de la construction d’ouvrages liés au traitement de l'eau. Ses clients sont des collectivités locales et des industriels.

## Historique
C'est en 1933 qu'est créée la Saur à Angoulême. Elle est alors spécialisée dans la production et de la distribution de l’eau potable et du traitement des eaux usées. En 1984, Bouygues en devient l'actionnaire majoritaire[réf. souhaitée].
Saur International voit le jour en 1994, à la suite d'un accord entre Bouygues et Électricité de France (EDF)[réf. souhaitée].
Le groupe Saur rachète la filiale Environnement de Saint-Gobain (Cise) en 1997. En 2001, EDF cède sa participation dans le capital et Bouygues devient l'unique actionnaire. En 2006, Bouygues se désengage du groupe au profit de PAI Partners et ne conserve que 10 % du capital[réf. souhaitée].
En 2006, Bouygues vend toutes les parts de capital qui lui restent. En 2007, PAI partners cède ses parts à la Caisse des dépôts et consignations (47 %), Séché Environnement (33 %) et AXA (20 %). En 2008, la Caisse des dépôts et consignations et Axa Private Equity vendent respectivement 9 % et 3 % du capital à Cube Infrastructure, fonds de Natixis.
Les actionnaires de Saur sont liés par une convention de conservation de leurs titres. Cette clause expirera en octobre 2018.
En 2013, face à son endettement proche de deux milliards d'euros, la Saur est en difficultés, proche de la faillite. En juillet 2013, un plan de refinancement est approuvé et la dette de Hime, holding de Saur, est diminuée de moitié. L'actionnariat du groupe Saur est constitué de banques, majoritairement françaises, dont les deux principales sont BNP Paribas et le groupe BPCE. Ce plan de refinancement entraine la suppression de plusieurs centaines de postes, le groupe est « passé tout près du gouffre ».
Pour trouver des relais de croissance[pas clair], le groupe Saur se lance fin 2013 dans la haute technologie et s'engage dans un programme de transformation numérique.
En décembre 2016, Paprec annonce l'acquisition de Coved, la filiale spécialisée dans le traitement de déchets de Saur, pour entre 240 et 260 millions d’euros. Le 5 avril 2017, le groupe Saur annonce la cession officielle de sa filiale propreté (Coved) à Paprec.
La direction de Saur annonce avoir réalisé pour l’exercice 2016 un chiffre d’affaires de 1,25 milliard d’euros, hors activité propreté.
En novembre 2017, Saur annonce sa nouvelle ambition stratégique avec l’objectif de faire croître son chiffre d’affaires de 700 millions d’euros d’ici 2022,. En novembre 2017, endettée, dans l’obligation de refinancer sa dette pour 2019 et alors qu’en octobre 2018 prendra fin la clause de conservation des titres des actionnaires de la société, la direction de Saur demande à trois banques (Natixis, Morgan Stanley et BNP Paribas) de préparer l’évolution de sa structure financière et capitalistique.
En avril 2018, le groupe Saur annonce qu’il va vendre 70 % de ses actions et recherche de un ou de plusieurs « partenaires stables ». Plusieurs candidats se proposent dont surtout des fonds d’investissement, dont Macquarie, Kohlberg Kravis Roberts & Co., Global Infrastructure Partners, Mirova, Ardian et Antin Infrastructure) ainsi que des industriels comme Mitsubishi, Remondis et Aqualia,.
En juillet 2018, le fonds d’investissement suédois EQT détenu par la famille Wallenberg est choisi pour reprendre Saur, l'opération devant être finalisée avant la fin de l'année.
Fin novembre 2019, le Groupe Saur décide d'investir sur la technologie en rachetant 51 % du capital du britannique Riventa Ltd, une start-up spécialiste de l'innovation en matière de gestion d'eau. Riventa c’est de capteurs ou d'algorithmes qui permettent un suivi en temps réel du rendement des pompes au sein des usines de production d'eau potable. Grâce à ces innovations, la Saur affirme espérer atteindre de bien meilleurs rendements grâce à une baisse importante de la consommation d'énergie de la production.
En juin 2020, Saur acquiert la société Nijhuis Industries, société néerlandaise spécialisée dans le traitement des eaux industrielles, soit le traitement des eaux de process de tous types d'industries et leur mise en conformité avant rejet.[pas clair].
À la suite de l’annonce faite le 28 décembre 2022 d'entrée en négociation exclusive, Saur annonce en juin 2023 qu’EQT a vendu 50 % de sa participation indirecte dans le capital de Holding d’Infrastructures des Métiers de l’Environnement (« HIME »), la société holding de Saur, à un consortium formé par PGGM et DIF Capital Partners.

## Activités et filiales

### Eau et assainissement

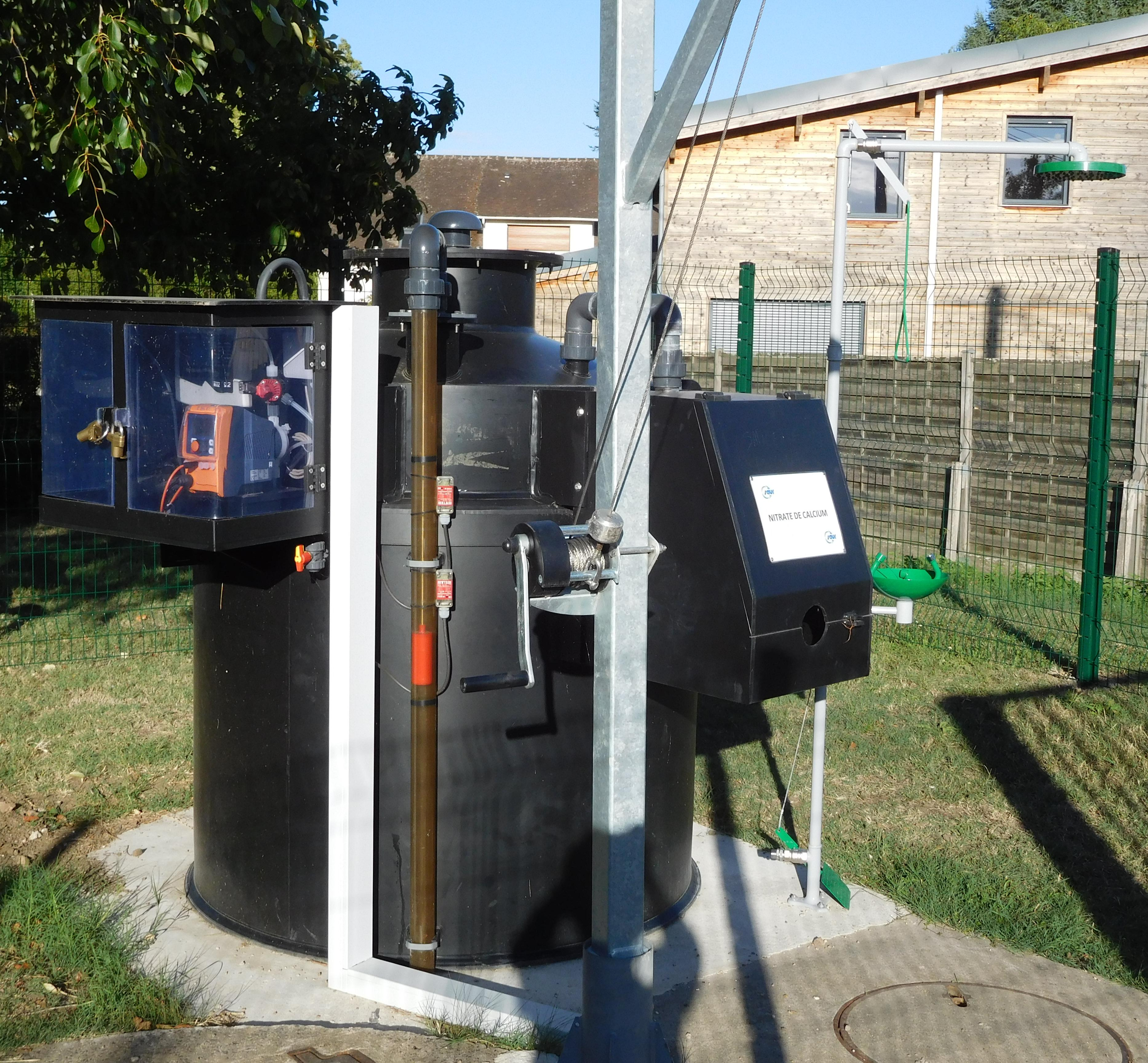
Unité de traitement Saur.

Saur est un opérateur de gestion déléguée de services d’eau (gestion de l’eau potable et des eaux usées). Il intervient pour le compte de collectivités locales et d'industriels. Saur dessert en France 6 700 communes,, et sept millions de consommateurs pour les services d'eau et d'assainissement.
Le groupe Saur est impliqué dans le développement de procédés de traitement, en particulier pour l'élimination des micropolluants.
Il a en gestion 4 600 stations d'épuration et usines de traitement d'eau potable, gère 230 000 km de réseaux, et produit 700 millions de m3 d'eau potable ainsi que 500 millions de m3 d'eau assainie par an. En France, Saur est le troisième opérateur pour la distribution d'eau, après Veolia et Suez.

### Ingénierie, construction et loisirs
Stereau est la filiale ingénierie du groupe Saur. Pour le compte d'entreprises industrielles ou de collectivités locales, Stereau assure « la conception, la construction et l'assistance à l'exploitation » de stations d’épuration et d’usines de production d’eau potable. Stereau intervient également dans la construction d’usines de traitement des eaux de process et d’équipements de traitement des odeurs, des graisses, de réduction du volume des boues[source secondaire souhaitée].
Cise TP conçoit, installe et réhabilite des réseaux de distribution d'eau, de la collecte des eaux usées à la gestion des eaux pluviales[source secondaire souhaitée].
Saur exploite pour le compte de ses clients collectivités locales et industriels des unités de production d'énergies vertes à travers la méthanisation et la valorisation du biogaz[réf. souhaitée].

### Saur à l'étranger
Fondé en 1933, le groupe Saur s’est développé à l’étranger dès les années 1960, en Afrique d’abord, mais aussi en Europe, en Asie et en Amérique du Sud. L’arrivée de nouveaux actionnaires en 2007 a permis au Groupe de reprendre son développement, et de rapidement se déployer en Pologne,,, en Espagne, au Portugal et plus récemment en Arabie Saoudite,. En juin 2010, Depuis 2010, la National Water Company (NWC) d'Arabie saoudite confie à Saur le management contract d’eau et d’assainissement des villes de La Mecque et de Taëf[réf. souhaitée]. En juin 2019, Saur s’implante en Amérique latine par l’acquisition de l’entreprise colombienne Naunet. Le 20 janvier 2020, Saur renouvelle pour cinq ans son partenariat avec Marafiq pour l’exploitation des villes industrielles d'Al-Jubayl, Yanbu et Ras Al-Khair (Arabie saoudite).
En janvier 2021, Saur fait l'acquisition d'Aquapor, leader de l'eau[pas clair] au Portugal, puis de multiples acteurs de traitement des eaux industrielles en Europe et aux Etats unis[pas clair]

## Lobbying
Saur déclare à la Haute Autorité pour la transparence de la vie publique exercer des activités de lobbying en France pour un montant qui n'excède pas 300 000 euros sur l'année 2018.
Le cabinet Public & Private Link, ainsi que la Fédération professionnelle des entreprises de l'eau indiquent mener des activités de lobbying pour le compte de Saur.

## Controverses

### Condamnations pour coupures d'eau
Saur est condamné à plusieurs reprises, pour avoir coupé ou réduit l'alimentation en eau d'un client. La loi Brottes de 2013 interdit les coupures d'eau dans une résidence principale, quelle que soit la situation financière du ménage,.

### Polémique autour des marges effectuées à Nîmes
En mars 2018, l’émission Cash Investigation dénonce, lors d’une enquête sur le contrat liant l'agglomération de Nîmes Métropole et la Saur depuis 2002, une marge trop importante effectuée par la société Saur. L'expert-comptable Patrick du Fau de Lamothe annonce dans l'émission que les Nîmois paient entre 30 et 40 % leur eau trop chère. Il a également signalé que la marge effectuée par Saur à Nîmes était « deux à trois fois plus importante que celle réalisée par les opérateurs de l'eau à Cergy, Dunkerque ou Toulouse »,. Le groupe Saur a démenti ces informations dans un communiqué en date du 24 mars 2018.

## Identité visuelle

Logo (-2022)
Logo (Avril 2022-)